# Ermin
Ermin je moško osebno ime.

## Izvor imena
Ime Ermin je različica moškega osebnega imena Ervin.

## Pogostost imena
Po podatkih Statističnega urada Republike Slovenije je bilo na dan 31. decembra 2007 v Sloveniji število moških oseb z imenom Ermin: 287.

## Osebni praznik
V koledarju je ime Ermin zapisano 6. januarja (Ermin, opat, † 6. jan. 1121) in 25. aprila (Ermin, škof mučenec).